# ウラジーミル4世
ウラジーミル4世（ウラジーミル・リュリコヴィチ）(ロシア語: Владимир Рюрикович、ウクライナ語: Володимир Рюрикович、1187年 - 1239年3月31日）は、キエフ大公リューリクの子である。ペレヤスラヴリ公：1206年 - 1213年、スモレンスク公：1214年 - 1219年、オーヴルチ公：1219年 - 1223年、1235年 - 1239年、キエフ大公：1223年 - 1235年、1235年 - 1236年。

## 生涯
1206年から1210年の間、父・リューリクのもとで、フセヴォロドに対する闘争に参加した。1207年にはリトアニアへの遠征を指揮、また1216年のリピツァの戦い(en)に参加した。『ノヴゴロド第一年代記』は、ウラジーミルのキエフ大公への着任を1219年と伝えるが、その年は、兄・ロスチスラフの死によってオーヴルチ公になっていると推定されている。
1223年、モンゴル帝国の侵攻軍が現れると、カルカ河畔の戦いに参加した。この戦いでキエフ大公ムスチスラフが戦死したため、後を継いでキエフ大公となった。
1225年から1227年の間、従兄弟のガーリチ公ムスチスラフを助け、ポーランド王国の領主やガーリチ地方のダニールと争った。その後ダニールと和解し同盟を組織、1234年から1236年の間にノヴゴロド・セヴェルスキー公イジャスラフ、チェルニゴフ公ミハイルの同盟軍と対立した。また、『イパーチー年代記』に従うと、第一次モンゴルのルーシ侵攻開始の前日に、キエフ大公ヤロスラフの後を継ぎ、ダニールの代理として再度キエフ大公となった。
キエフ大公の後のウラジーミルの去就は、妥当とされるスモレンスク公への即位順や、ルーシ国内の損害などによって判断すると、前任地のスモレンスクには戻らず、ルーシ南部のオーヴルチに留まったとみられる。
1239年、モンゴル帝国軍によるペレヤスラヴリ攻略の際に死亡した。

## 子
- ロスチスラフ - オーヴルチ公
- マリナ - 1230年、ノヴゴロド公フセヴォロド(ru)と結婚
- 娘 - ベルズ公アレクサンドルと結婚
- アンドレイ - ヴャジマ公